# Escape to Witch Mountain
Escape to Witch Mountain (bra: A Montanha Enfeitiçada; prt: Fuga para a Montanha Mágica) é um filme estadunidense de 1975, dos gêneros aventura|fantasia|ficção científica, dirigido por John Hough para a Walt Disney Productions, com roteiro de Robert M. Young baseado no romance Escape to Witch Mountain, de Alexander Key.

## Elenco
- Eddie Albert ...... Jason O'Day
- Ray Milland ...... Aristotle Bolt
- Donald Pleasence ...... Lucas Deranian
- Kim Richards ...... Tia Malone
- Ike Eisenmann ...... Tony Malone
- Walter Barnes ...... xerife Purdey
- Reta Shaw ...... Senhora Grindley
- Denver Pyle ...... Tio Bene

## Sinopse
Dotados de poderes sobrenaturais, dois órfãos são adotados por um milionário impiedoso que planeja usar aqueles poderes para proveito próprio.
Quando as crianças conseguem fugir, percebem que estão prisioneiras noutra dimensão.

## Sequências
- Return from Witch Mountain (1978)
- Beyond Witch Mountain (1982)
- Race to Witch Mountain (2009)